# 久原村
久原村（くばらむら）は、福岡県糟屋郡にあった村。現在の糟屋郡久山町の一部にあたる。

## 地理
犬鳴山の南西麓で、久原川流域に位置していた。

## 歴史

### 沿革
- 1889年（明治22年）4月1日 - 糟屋郡久原村が単独で村制施行し、久原村が設立[1][2]。大字は編成しなかった[1]。
- 1956年（昭和31年）9月30日 - 糟屋郡山田村と合併し久山町を新設して廃止[1][2]。

## 産業
農業